# Beagle B.206
Dimensions
Le Beagle B.206 est un avion bimoteur de transport léger britannique de construction métallique. Il fut utilisé par la Royal Air Force sous la désignation Beagle Basset.

## Origine et développement
En juin 1960, Bristol Aircraft Limited, Vickers Ltd et English Electric Company fusionnèrent pour former British Aircraft Corporation. Or Peter Masefield travaillait depuis un an déjà chez Bristol à un projet de bimoteur de transport d’affaire, monoplan à aile basse de construction métallique équipé de moteurs Rolls-Royce Continental IO-470. Le projet initial (Model 218) donna rapidement naissance à deux nouveaux projets, un monomoteur 5 places (Model 219) et un bimoteur de capacité identique (Model 220).
Absorbée par d’autres programmes jugés plus importants, BAC revendit ces projets à Beagle. Ors le programme était né d’une demande du Ministère britannique des transports, qui souhaitait faciliter les déplacements de ses inspecteurs et on pouvait espérer une importante commande gouvernementale. Il n’est donc pas surprenant si dès sa création en 1960 Beagle donna la priorité à ce programme. Le premier vol eut lieu le 15 août 1961 et un total de 85 exemplaires furent construits, dont 20 livrés à la RAF. La production fut volontairement interrompue par Beagle quand il devint nécessaire de trouver de la place dans l’usine de Rearsby pour assurer la production du Pup.

## Versions
- B.206X : Premier prototype (G-ARRM), premier vol le 15 août 1961[3] à Shoreham. Aménagé pour 5 passagers.
- B.206Y : Second prototype, voilure agrandie en envergure et fuselage modifié pour 7 passagers.
- B.206Z : Deux appareils de présérie pour évaluation par le ministère de l’Aviation britannique (Serials XS742/743).
- B.206R : 20 appareils de liaison pour la RAF et baptisés Basset C.C.1[3]. Construits dans l’ancienne usine Miles (en) de Rearsby, Leicestershire, ces appareils recevaient un Rolls Royce-Continental GIO-470 assurant une vitesse maximale de 354 km/h pour une autonomie de 2 650 km.
- B.206S : Les ventes du B.206 stagnaient en raison surtout de performances insuffisantes par temps chaud ou en altitude. Le 23 juin 1965 décolla pour la première fois un B.206 équipé d’un moteur Continental de 340 ch turbocompressé et d’une porte d’accès à la cabine élargie[3] et repositionnée en arrière de l’aile et non plus au-dessus.
- B.206C Series 1 : 11 appareils civils, similaires au Basset. Le premier exemplaire fut livré en mai 1965 à Rolls-Royce Limited à Hucknall.
- B.206C Series 2 : Version de série du B.206S. Ce modèle connut un certain succès auprès des sociétés d’avion-taxi et de transport aérien léger. 47 exemplaires construits, dont deux livrés au Royal Flying Doctor Service en Australie[3].
- B.206C Series 3 : Avec un fuselage supérieur arrière partiellement redessiné, ce modèle pouvait emporter 10 passagers, mais seulement 3 exemplaires furent achevés.

## Utilisateurs militaires

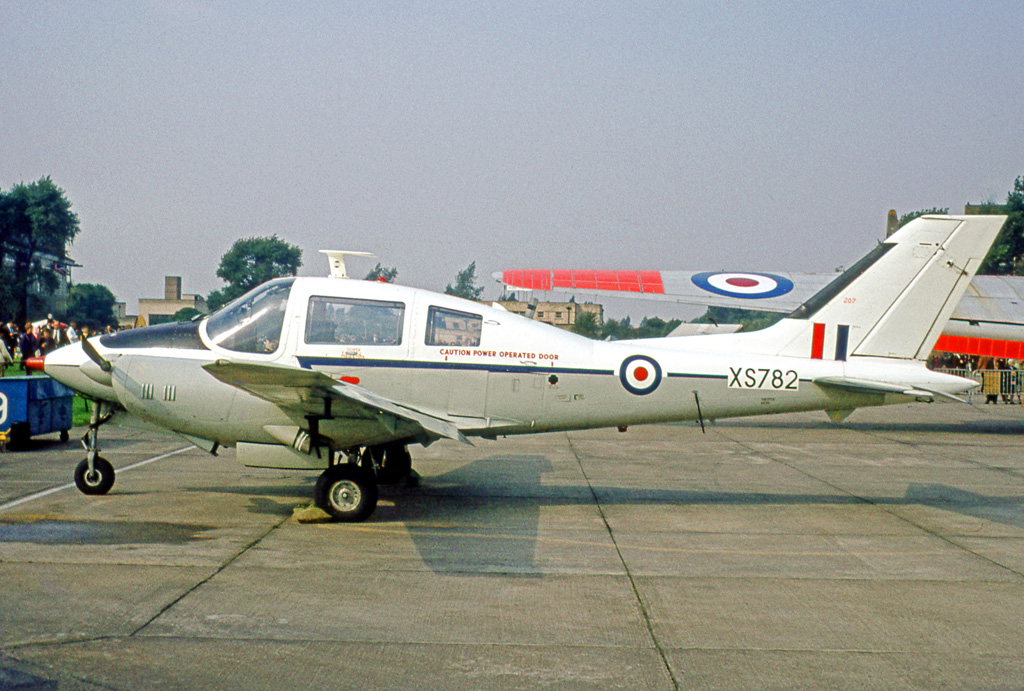
Un Basset C.C.1 de la RAF en 1969.

- Royaume-Uni : En mars 1963 eurent lieu à Northolt des essais comparatifs entre le Beagle 206 et le de Havilland Devon afin de sélectionner un successeur à l’Avro Anson comme avion de liaison, 80 appareils étant prévus. Ces essais aboutirent à une première commande de 20 B.206R Basset C.C.1, les livraisons débutant en mai 1965 (Serials XS765-784)[4]. Initialement affectés au Southern Communications Squadron stationné à RAF Bovington, près de Watford (Hertfordshire), ces appareils furent transférés à Northolt le 4 février 1969, le SCS devenant No 207 Sqdn. De la même façon le Northern Communication Squadron de RAF Topcliffe, près de Thirsk (North Yorkshire) fut transféré à RAF Wyton et devint No 26 Sqdn. La RAF se sépara de la plupart de ces appareils le 2 mai 1974 pour les revendre sur le marché civil. Le No 32 Sqdn a également utilisé le Basset. Au moins un exemplaire a servi jusqu'aux début des années 2010 dans la Empire Test Pilots School (en).
- Syrie : un avion équipé pour les travaux topographique[réf. nécessaire].
- Union d'Afrique du Sud : 18 appareils commandés comme avions de surveillance maritime, commande finalement annulée. Le prototype Beagle B.206 présenté au Salon de Farnborough le 9 September 1961

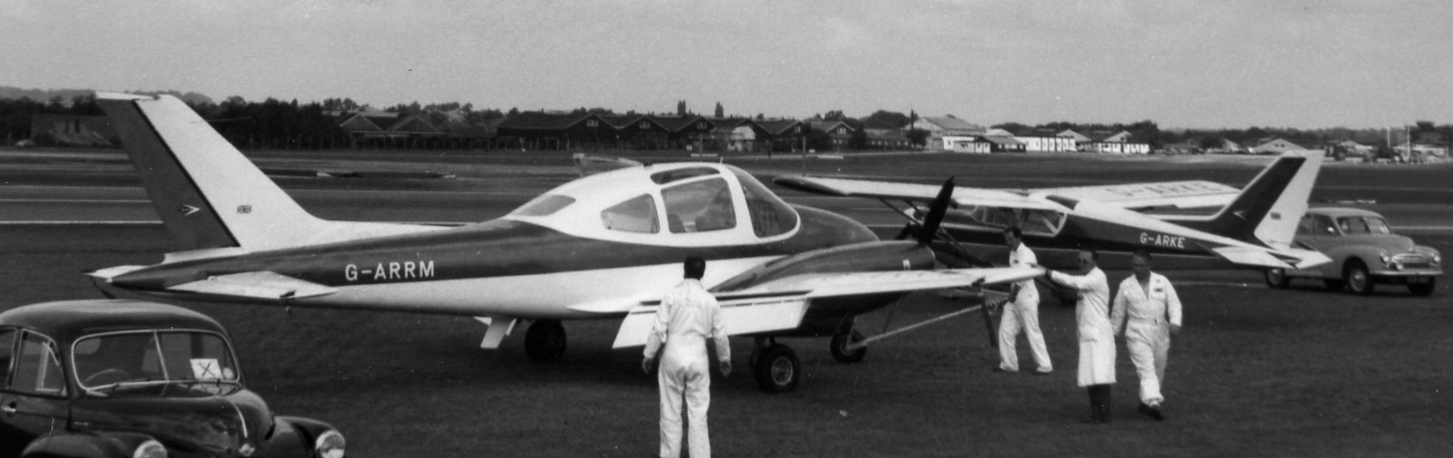
Le prototype Beagle B.206 présenté au Salon de Farnborough le 9 September 1961

## Accidents et incidents mortels
| Date              | Lieu            | Type            | Numéro de série Immatriculation | Opérateur                              | Cause                                                                         | Nombre de victimes |
| ----------------- | --------------- | --------------- | ------------------------------- | -------------------------------------- | ----------------------------------------------------------------------------- | ------------------ |
| 25 mai 1964       | Malham Farm     | B.206Y          | B.002 (G-ARXM)                  | Beagle Aircraft Limited                | Manœuvre à trop basse altitude.                                               | 1/1                |
| 6 août 1970       | Jersey          | B.206C Series 2 | B.049 (G-AVAM)                  | Bouley Investments Limited             | Panne moteur.                                                                 | 1/1                |
| 6 mars 1971       | Chouppes        | B.206C Series 2 | B.048 (G-AVAL)                  | Sterling Armanent Company Limited      | Percute un arbre lors d'un vol à basse altitude pendant une tempête de neige. | 4/4                |
| 2 mai 1977        | Mendon          | B.206C Series 2 | B206-065 (N500KR)               | Privé                                  | Désorientation spatiale et mauvaise approche par mauvais temps.               | 1/1                |
| 11 août 1977      | Westport        | B.206S          | B206-060 (N850EX)               | Executive Airlines                     | Panne de moteur.                                                              | 2/5                |
| 20 décembre 1977  | Greenwich       | B.206           | B206-055 (N1008B)               | South Florida Aircraft Sales & Leasing | Inconnues.                                                                    | 1/1                |
| 2 décembre 1978   | Miami           | B.206           | B206-066 (N568MA)               | Privé                                  | Panne de moteur.                                                              | 2/2                |
| 11 avril 1986     | Pedro           | B.206C Series 2 | B206-063 (N112CS)               | Privé                                  | Panne de moteur et mauvaise réaction du pilote.                               | 2/2                |
| 21 septembre 2002 | McAlpin         | B.206C Series 2 | B206-046 (N86GW)                | SMM Incorporated                       | Approche à trop basse vitesse, le pilote avait consommé des médicaments.      | 1/1                |
| 2 octobre 2002    | West Carrollton | B.206           | B206-064 (N72KB)                | Privé                                  | Panne de moteur résultant du mauvais entretien de l'appareil.                 | 1/1                |

## Sources
1. ↑  C.H. Barnes, Bristol Aircraft since 1910. Putnam, Londres (1964))
2. ↑  Don L Brown, Miles Aircraft since 1925 p. 358/361. Putnam & Co, Londres (1970)  (ISBN 0-370-00127-3)
3. 1 2 3 4 5  Jackson
4. ↑  Halley